# Small
Small is een internationaal, aan collegiale toetsing onderworpen wetenschappelijk tijdschrift op het gebied van de natuurkunde.
Het wordt uitgegeven door Wiley-VCH en verschijnt tweewekelijks
Het eerste nummer verscheen in 2005.